# 6 tháng 11
Ngày 6 tháng 11 là ngày thứ 310 (311 trong năm nhuận) trong lịch Gregory. Còn 55 ngày trong năm.

## Sự kiện
- 409 – Thanh Hà vương Thác Bạt Thiệu sát hại cha là Bắc Ngụy Đạo Vũ Đế để cứu mẹ là Hạ Lan phu nhân, hoàng vị Bắc Ngụy về tay Thác Bạt Tự.
- 1860 – Abraham Lincoln trở thành ứng cử viên đầu tiên của Đảng Cộng hòa giành chiến thắng trong một cuộc bầu cử tổng thống Hoa Kỳ.
- 1865 – Nhiều tháng sau trận Appomattox Courthouse và gần như kết thúc nội chiến Hoa Kỳ, tàu CSS Shenandoah trở thành đơn vị chiến đấu cuối cùng của Liên minh đầu hàng Liên bang sau khi tham gia một hành trình trên thế giới mà có tàu bị chìm và 38 tàu bị bắt.
- 1869 – Trong trận bóng bầu dục Mỹ chính thức đầu tiên, Rutgers College đánh bại College of New Jersey, 6–4, ở New Brunswick, New Jersey, Hoa Kỳ.
- 1935 – Nguyên mẫu Chiến đấu cơ Hawker Hurricane của Anh Quốc tiến hành chuyến bay đầu tiên.
- 1958 – Trong dịp viếng thăm Việt Nam Cộng hòa, Lý Thừa Vãn, Tổng thống Đại Hàn Dân Quốc đã tuyên bố rằng tổ tiên ông là người Việt. Theo nhà nghiên cứu Trần Đại Sỹ thì Lý Thừa Vãn là hậu duệ đời thứ 25 của Lý Long Tường.
- 1962 – Apartheid: Đại hội đồng Liên Hợp Quốc thông qua Nghị quyết 1761 chỉ trích chính sách kỳ thị chủng tộc của Nam Phi và kêu gọi toàn bộ các thành viên Liên Hợp Quốc ngưng các quan hệ quân sự và kinh tế với quốc gia này.
- 1963 – Chiến tranh Việt Nam: sau vụ đảo chính ngày 1 tháng 11 và hành quyết Ngô Đình Diệm, tướng chỉ huy đảo chính Dương Văn Minh lên nắm quyền lãnh đạo Việt Nam Cộng hòa.
- 1965 – Cuba và Hoa Kỳ chính thức đồng ý không vận những người Cuba muốn đến Hoa Kỳ. Cho đến năm 1971, đã có 250.000 người Cuba đi theo chương trình này.

## Sinh
- 1391 – Edmund de Mortimer, chính khách (m. 1425)
- 1479 – Nữ hoàng Joanna Castile của Tây Ban Nha (m. 1555)
- 1494 – Suleiman Cao quý, hoàng đế Ottoman (m. 1566)
- 1550 – Nữ hoàng Karin Månsdotter của Thụy Điển (m. 1612)
- 1661 – Vua Carlos II của Tây Ban Nha (m. 1700)
- 1692 – Louis Racine, nhà thơ Pháp (m. 1763)
- 1753 – 
  - Mikhail Kozlovsky, nhà điêu khắc người Nga (m. 1802)
  - Jean–Baptiste Breval, nhà soạn nhạc Pháp (m. 1823)
- 1814 – Adolphe Sax, nhà phát minh Bỉ (m. 1894)
- 1833 – Jonas Lie, tác gia Na Uy (m. 1908)
- 1835 – Cesare Lombroso, bác sĩ tâm thần và tội phạm Ý (m. 1909)
- 1841 – 
  - Nelson W. Aldrich, chính khách Mỹ (m. 1915)
  - Armand Fallières, Tổng thống Pháp (m. 1931)
- 1946 – Hoàng Oanh, nữ danh ca của dòng nhạc Vàng, miền Nam Việt Nam
- 1981 – Lee Dong Wook, diễn viên, người mẫu người Hàn Quốc.
- 1984 - Danh Tùng, diễn viên và người dẫn chương trình Việt Nam
- 1990 – 
  - Ngô Diệc Phàm, ca sĩ, người mẫu, diễn viên, vũ công người Trung Quốc
  - André Schürrle, cầu thủ bóng đá người Đức
- 1992 – 
  - Yura (ca sĩ Hàn Quốc), ca sĩ, diễn viên người Hàn Quốc, là một thành viên của nhóm nhạc Girl's Day
  - Dương Tử, diễn viên người Trung Quốc
- 1995 - EXY ca sĩ người  Hàn Quốc thành viên nhóm nhạc nữ Cosmic Girls.

## Mất
- 1846 – Trần Thị Đang, tôn hiệu Nhân Tuyên Thái hoàng thái Hậu, cung phi của vua Gia Long và là mẹ của vua Minh Mạng (s. 1769)
- 1872 – Nguyễn Phúc Lương Nhàn, phong hiệu Thông Lãng Công chúa, công chúa con vua Minh Mạng (s. 1838)
- 1925 – Khải Định, vua nhà Nguyễn (s. 1885)